# 渝東之戰
渝東之戰是第二次國共內戰西南战役的一場戰役，胡宗南於1949年11月初，原欲以西康為根据地鎮守西南，但國軍第一軍獲蔣介石指令往重慶固守，最終失守撤退成都，解放軍於11月30日進佔重慶。

## 過程

### 胡宗南轉入川西
1949年10月12日國民政府從廣州遷往重慶，解放軍第二野戰軍和第四野戰軍於11月初發兵鄂西、湘西，準備從四川東部與貴州東部發動攻擊，夾擊胡宗南守備的秦嶺巴山防線。當時蔣介石已經退位台灣，幕後操縱軍政大權。11月3日，胡宗南飛往台北陳述戰略，獲得蔣介石支持撤兵計劃。胡宗南返回漢中後，立即召開軍事會議並佈署全軍南撤入川計劃。時任國民革命軍第一軍軍長陳鞠旅當夜召開軍部會議宣佈命令。
胡宗南要求第一軍兵分兩路南下川西，第一師袁書田部空運西昌，控制西昌機場，計劃以西康爲根据地固守西南。另外兩師負責打通並鎮壓通往新津的運輸大道，以保障後續川北部隊轉進安全。11月10日，第一師朱光祖團空運抵達西昌，並即刻控制機場；另外兩師于13日出發，並于20日抵達廣元。同時，胡宗南命令裴昌會率第七兵團建立川北防線，防堵解放軍追擊。
11月14日，蔣介石飛抵重慶以總裁身份坐鎮指揮，期間美国共和党参议员诺兰乘搭专机秘密前往汉中，承諾只要胡宗南的40万军队能够继续坚持六個月，美国可考虑直接提供援助。這項口頭承諾提增蔣介石堅守重慶的決心，下令胡宗南部隊加速南撤入川，並派一部東援重慶。

### 蔣介石電令
11月19日，胡宗南收到總統府電報令“第一軍車運重慶，第三軍開往新津”，擾亂胡宗南原訂南下川康及第一軍西撤西昌的部署，且第一軍脫離漢中綏署，深入重慶有被擊潰的風險，於是回電“必須第一軍趕到新津鎮壓，才能保障川北部隊轉進安全之可言，此著如錯，全局皆敗。”當夜，胡宗南再次收到蔣介石電報令“……渝東作戰，實為黨國成敗最後一戰。若可惜此而不願聽命調用，恐再無使用之時。”。
胡宗南與參謀長羅列、副參謀長沈策研究局勢之後，若依從蔣介石指示將讓第一軍被敵軍擊潰，若不依從命令則蔣介石可能被俘，權衡得失後唯有從命。 當夜，漢中綏署向陳鞠旅發電，下令第一軍自廣元車運重慶。11月25日，解放軍突破烏江防綫，國軍部隊棄守南川。此時，原定運送第一軍所需的卡車因各種緣由遲遲不撥，第一軍只能集中現有車輛提供先頭部隊馳往重慶，其他唯有徒步前赴。
11月26日，陳鞠旅率部隊抵達重慶，隨即展開戰鬥，先頭部隊是第167師第五零一團。該團抵達綦江附近遭遇解放軍攻陷，轉而佈防到海棠溪及南溫泉一帶，再次遭遇解放軍第十五軍團追擊。直到第五零零團與四九九團到達第一線，解放軍始行敗退，俘虜解放軍二百餘人。

### 蔣介石離開重慶
11月26日，陳鞠旅部下第78師到達重慶以南江津一帶，由於全師尚未到齊，故以殘缺部隊佈防江津至海棠溪一線長江北岸，另以一團兵力守備白市驛機場，為蔣介石爭取時間。
11月28日晨，蔣介石召開軍事會議，議決重慶撤退。11月29日，解放軍第十二軍進攻江津，江防艦隊所轄兩艦投降，解放軍隨即渡江北進，與第78師正面交鋒，國軍部隊陷於苦戰。
該日晚間，解放軍進佔海棠溪，重砲攻打白市驛機場，陳鞠旅經由胡宗南部下副參謀長沈策，電告蔣介石危機，並告知已安排沿路衛戍，蔣介石方始驅車抵達白市驛機場。起飛前蔣介石下令陳鞠旅掩護楊森中樞政府撤退，並授予楊森第一軍指揮權。

### 政府中樞撤退
11月28日，楊森命令陳鞠旅掩護政府大隊撤退壁山，后又令陳鞠旅率部折向銅梁，途中與尾追的解放軍第十二軍展開激戰，第167師師長趙仁傷重不治。
陳鞠旅撤退到潼南時，沿路收編其它部隊的分散團隊，集中成為兩個師。楊森原定利用遂寧的地勢對抗解放軍，但不被陳鞠旅及其眾參謀認同，當時蔣介石已指定戰略集大軍于成都，孤守遂寧缺乏戰略意義。因掩護政府中樞撤退任務已達，楊森同意陳鞠旅部隊調赴成都，加入成都戰役。

### 郭汝瑰叛變
宋希濂兵敗白馬山，率領殘部向緬甸邊境逃亡，重慶地方兵力空虛，郭汝瑰率領第二十二兵團原在川南佈守，駐守在重慶白市驛附近的江津、巴縣一帶。當陳鞠旅率部於11月26日趕到重慶時，郭汝瑰卻于11月27日，陣前轉移，將其司令部由瀘州遷往宜賓。据郭汝瑰事後解釋是其原定乘亂控制白市驛機場，因第一軍的抵達，劫持蔣介石計劃不得不放棄。但郭汝瑰的12月1日，率部在宜賓起義。卻切斷了胡軍往西康的退路。

## 評價
蔣經國對胡宗南在這次的敵前大兵團轉進，在他的《風雨中的寧靜》的「危急存亡之秋」一文中，有這樣一段記載：「從六百公里與敵對峙的正面，轉進至一千公里長遠距離的目的地——重慶與成都，而竟能在半個月內，迅速完成，且主力毫無損失，亦戰敗中之奇蹟也。因而蒋公脱险及中央政府播迁台湾，苟无胡宗南亲率所部入卫渝蓉，则后果不堪设想。」
胡為真憶述，蔣介石堅持以“車運第一軍”守備重慶，從11月26日第一軍先頭部隊趕到，到蔣介石29日飛離重慶，僅僅逗留四天而已。期間國際局勢并無改變，美國軍事援助亦未能及時成現。但第一軍脫離川西戰略的大局部署，讓胡宗南未能立足川西，致使後期胡宗南大軍的轉進，一路被解放軍分隔殲剿，失去退入西康的機會。倘若川西有第一軍部隊鎮壓，郭汝瑰在宜賓可能不敢貿然見機起義，而胡宗南往西康的退路得以保全。假設蔣介石能提早飛離重慶，不堅持第一軍孤軍深入，戰略結局也可能不同。正如其父胡宗南日記中記載：「吾人之一切計劃，皆以第一軍之調重慶，而貽誤，而全局失敗，可慨也！」